# Farah Jacques
Farah Jacques (* 8. Februar 1990 in Montreal) ist eine ehemalige kanadische Leichtathletin, die sich auf den Sprint spezialisiert hat.

## Sportliche Laufbahn
Erste internationale Erfahrungen sammelte Farah Jacques, die ein Studium an der Université du Québec en Outaouais in ihrer Heimatstadt Gatineau absolvierte, im Jahr 2015, als sie bei der Sommer-Universiade in Gwangju in 23,58 s den sechsten Platz im 200-Meter-Lauf belegte. Im Jahr darauf nahm sie mit der kanadischen 4-mal-100-Meter-Staffel an den Olympischen Sommerspielen in Rio de Janeiro teil und belegte dort in 43,15 s im Finale den sechsten Platz. Bei den IAAF World Relays 2017 in Nassau wurde sie im Finale der 4-mal-100-Meter-Staffel disqualifiziert und auch bei den IAAF World Relays 2019 in Yokohama wurde sie im Vorlauf disqualifiziert. 2021 bestritt sie ihre letzte Wettkampfsaison und beendete daraufhin ihre aktive sportliche Karriere im Alter von 31 Jahren.
2015 wurde Jacques kanadische Hallenmeisterin im 400-Meter-Lauf.

## Persönliche Bestzeiten
- 100 Meter: 11,49 s (+0,5 m/s), 4. Juni 2016 in Coral Gables
  - 60 Meter (Halle): 7,47 s, 13. Februar 2015 in Boston
- 200 Meter: 23,21 s (+0,3 m/s), 2. April 2016 in Gainesville
- 400 Meter: 53,91 s, 21. Mai 2016 in Windsor
  - 400 Meter (Halle): 54,53 s, 7. März 2015 in Ottawa